# Kitaa

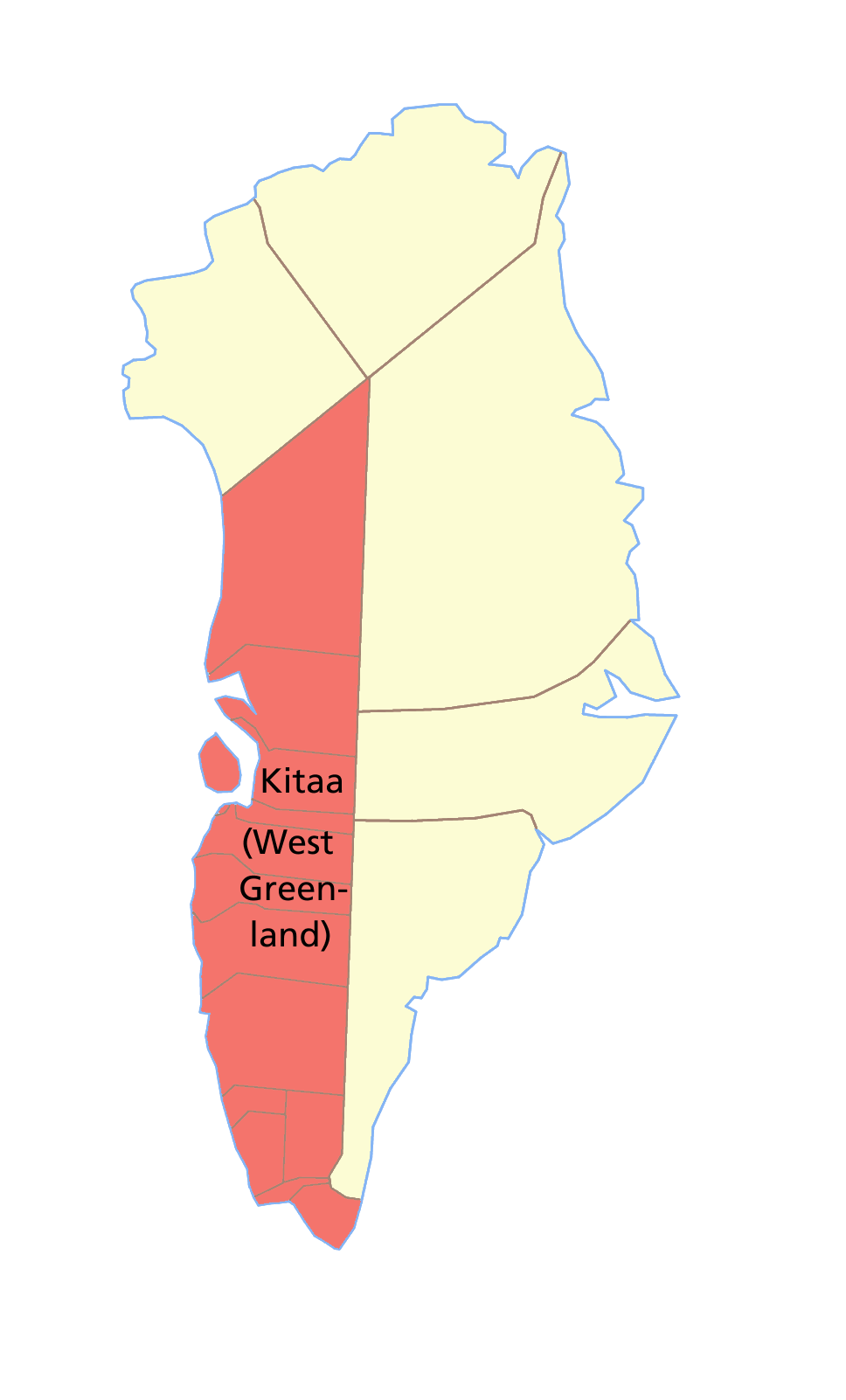
Mapa de Groenlândia Ocidental

Kitaa, antes chamada Groenlândia (português brasileiro) ou Gronelândia Ocidental (português europeu) (em dinamarquês: Vestgrønland), era um dos três distritos (amt) da Gronelândia. A sua capital era Nuque.